# Iván Morales Corrales
Iván Morales Corrales (México, 1982-Municipio de Temixco, Morelos, 30 de abril de 2025) fue un policía federal mexicano conocido por su lucha contra el crimen organizado.

## Incidente de Villa Purificación (2015)
El 1 de mayo de 2015 se inicio operativo para capturar a Nemesio Oseguera Cervantes alias "El Mencho", Morales Corrales era miembro de la tripulación del helicóptero de la desaparecida Policía Federal (México) que fue atacado y derribado por pistoleros del Cártel Jalisco Nueva Generación en la localidad de Villa Purificación, en el estado de Jalisco. El ataque, resultó en la muerte de siete militares y un policía federal. Iván Morales fue sobreviviente del incidente, y sufrió quemaduras en el 70% del cuerpo, fracturas, amputación de un brazo, y múltiples daños en órganos internos.

## Testimonio en Juicio Internacional
El testimonio entregado en 2024 por de Morales Corrales en el juicio de Rubén Oseguera González, "El Menchito", hijo del narcotraficante Nemesio Oseguera Cervantes alias "El Mencho", líder del Cártel de Jalisco Nueva Generación fue vital para determinar su culpabilidad y su condena en Estados Unidos.

## Reconocimientos
- 2015 - Reconocimiento de Héroe, en una ceremonia en cabeza del presidente Enrique Peña Nieto, Auditorio Nacional (México).

- 2018 - Reconocimiento y entrega de casa, por parte del presidente Enrique Peña Nieto durante el 90 aniversario de la policía Federal, Ciudad de México[5]

## Asesinato
Fue asesinado junto a su esposa el 1 de mayo de 2025 mientras se transportaba en su vehículo en Municipio de Temixco, en el estado de Morelos, diez años después del ataque en Villa Purificación. La muerte de Iván Morales Corrales originó indignación y fue cubierta por los medios de comunicación nacionales y extranjeros, recordando la historia de compromiso con la justicia y supervivencia. El hecho delictuoso está bajo investigación sin que hasta el momento no se han capturado los autores materiales e intelectuales del asesinato.